# Anticarsia disticha
Anticarsia disticha là một loài bướm đêm trong họ Erebidae.